# Liste der Biografien/Cari
Liste der Biografien |
Portal Biografien |
Personensuche
# |
A |
B |
C |
D |
E |
F |
G |
H |
I |
J |
K |
L |
M |
N |
O |
P |
Q |
R |
S |
T |
U |
V |
W |
X |
Y |
Z |
?
 
Ca |
Cb |
Cc |
Ce |
Ch |
Ci |
Cj |
Ck |
Cl |
Cm |
Cn |
Co |
Cr |
Cs |
Ct |
Cu |
Cv |
Cw |
Cy |
Cz
 
Caa–Cag |
Cah |
Cai |
Caj |
Cak |
Cal |
Cam |
Can |
Cao–Cap |
Caq |
Car |
Cas |
Cat–Caz
 
Cara |
Carb |
Carc |
Card |
Care |
Carf |
Carg |
Carh |
Cari |
Carj |
Cark |
Carl |
Carm |
Carn |
Caro |
Carp |
Carq |
Carr |
Cars |
Cart |
Caru |
Carv |
Carw |
Cary |
Carz
Die Liste der Biografien führt alle Personen auf, die in der deutschsprachigen Wikipedia einen Artikel haben. Dieses ist eine Teilliste mit 84 Einträgen von Personen, deren Namen mit den Buchstaben „Cari“ beginnt.

## Cari

### Caria
- Caria, Enrico (* 1957), italienischer Schauspieler, Filmregisseur und Drehbuchautor
- Cariani, Giovanni († 1547), italienischer Maler
- Carías Andino, Tiburcio (1876–1969), honduranischer Präsident
- Carías Castillo, Tiburcio (* 1908), honduranischer Diplomat
- Cariattil, Joseph (1742–1786), indischer Thomaschrist und römisch-katholischer Erzbischof

### Carib
- Caribé, Mario (* 1964), brasilianischer Jazz-Bassist
- Caribou (* 1978), kanadischer Electro-Musiker

### Caric
- Carić, Juraj (1867–1921), kroatischer Geistlicher, Bischof von Split-Makarska
- Carico, Lane (* 1990), US-amerikanische Beachvolleyballspielerin

### Carid
- Cariddi, Martina (* 2001), spanische Schauspielerin
- Caride, Guillermo (* 1962), argentinischer römisch-katholischer Geistlicher, Bischof von San Isidro
- Carides, Gia (* 1964), australische Schauspielerin
- Caridi, Carmine (1934–2019), US-amerikanischer Schauspieler
- Caridi, Linda (* 1998), italienische SchauspielerinLinda Caridi (* 1998)

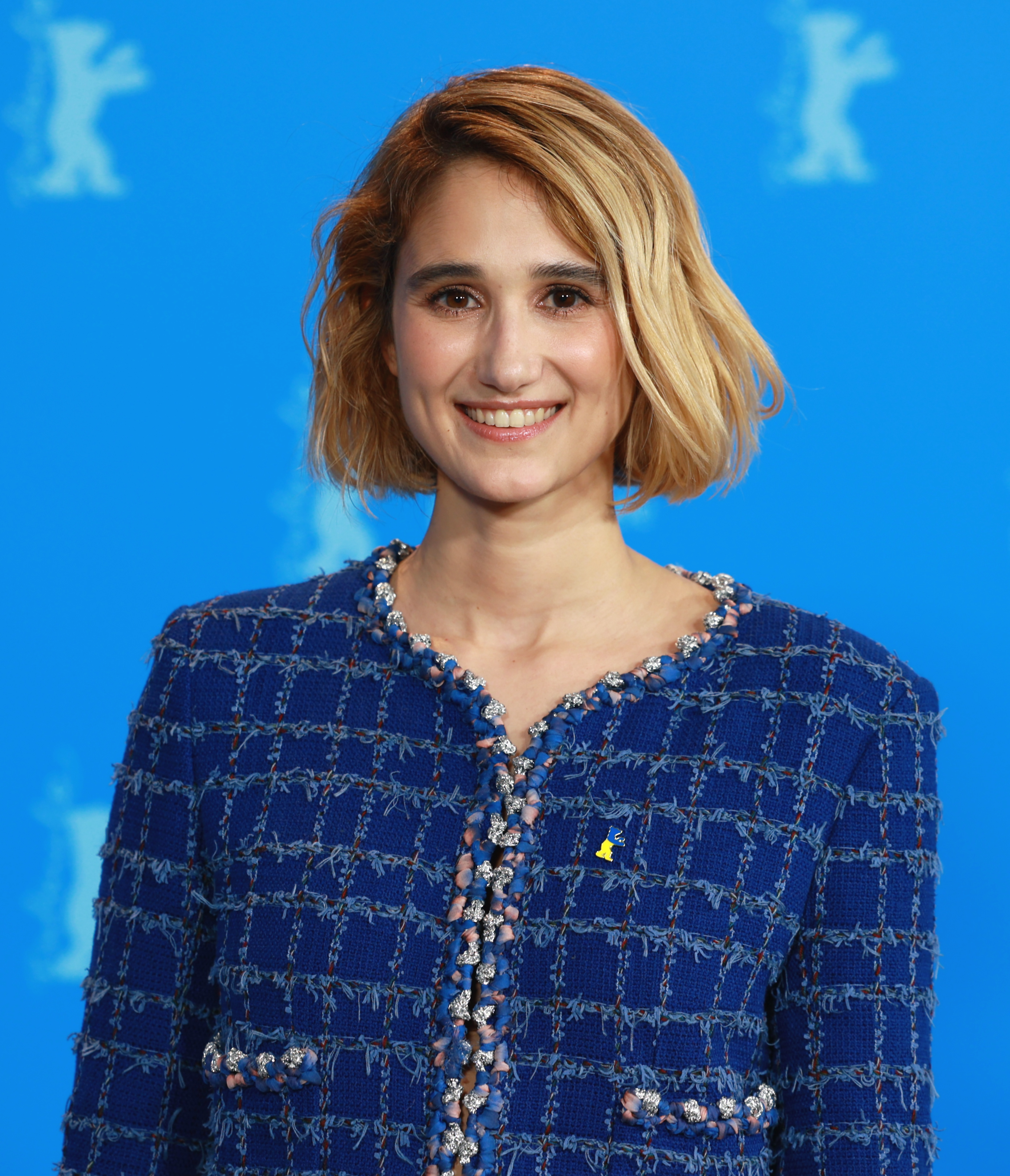
Linda Caridi (* 1998)

- Caridia, George (1869–1937), britischer Tennisspieler
- Caridis, Miltiades (1923–1998), deutsch-griechischer Dirigent

### Carie
- Carié, Paul (1876–1930), französischer Naturforscher und Industrieller

### Carig
- Carigiet, Alois (1902–1985), Schweizer Künstler, Maler und Kinderbuchautor
- Carigiet, Erwin (* 1955), Schweizer Sozialrechtler
- Carigiet, Zarli (1907–1981), Schweizer Kabarettist und SchauspielerZarli Carigiet (1907–1981)

Zarli Carigiet (1907–1981)

- Cariglia, Antonio (1924–2010), italienischer Politiker, MdEP
- Carignan, Claude (* 1964), kanadischer Politiker, Bundessenator
- Carignan, Harvey (1927–2023), US-amerikanischer Serienmörder
- Carignan, Jean (1916–1988), kanadischer Fiddler
- Carignan, Jennie (* 1968), kanadische Offizierin
- Carignan, Nicole (* 1952), kanadische Hochschullehrerin und Komponistin
- Carignani, Paolo (* 1961), italienischer Musiker und Dirigent
- Carignano, César Andrés (* 1982), italienisch-argentinischer Fußballspieler

### Carik
- Çarıkçıoğlu, Özlem (* 1994), türkische Skirennläuferin

### Caril
- Carilao, Frank (* 1977), chilenischer Fußballspieler
- Carile, Antonio (* 1940), italienischer Mediävist und Byzantinist
- Carilefus, Gründer und erster Abt der Abtei Anisole und Namenspatron des Ortes Saint-Calais
- Carilla, Emilio (1914–1995), argentinischer Romanist und Hispanist
- Carille, Fábio (* 1973), brasilianischer Fußballspieler und -trainer
- Carilli, Christopher (* 1960), US-amerikanischer Radioastronom
- Carillo, Frank (* 1950), US-amerikanischer Gitarrist, Sänger und Rockmusiker
- Carillo, Mary (* 1957), US-amerikanische Tennisspielerin und Fernsehjournalistin

### Carin
- Carin, Jon (* 1964), US-amerikanischer Keyboarder, Gitarrist, Sänger, Songwriter und Musikproduzent
- Carinci, Alfonso (1862–1963), Kurienerzbischof, Sekretär der Heiligen Ritenkongregation
- Carington, Peter, 6. Baron Carrington (1919–2018), britischer Politiker, Außen- und Verteidigungsminister, Generalsekretär der NATOPeter Carington, 6. Baron Carrington (1919–2018)

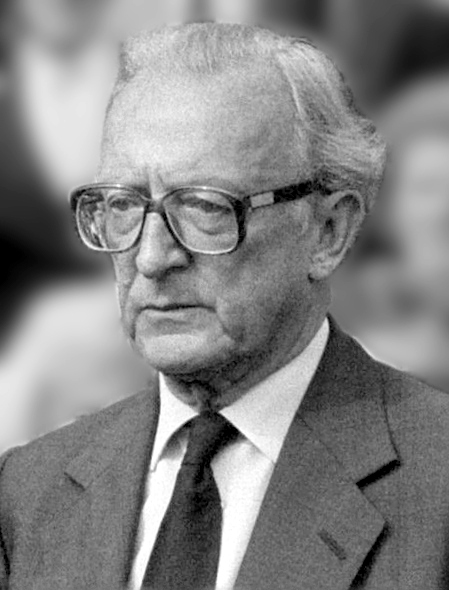
Peter Carington, 6. Baron Carrington (1919–2018)

- Carington, Rupert, 7. Baron Carrington (* 1948), britischer Peer und Politiker
- Carini, Angela (* 1998), italienische Boxerin
- Carini, Fabián (* 1979), uruguayischer Fußballtorhüter
- Carini, Isidoro (1843–1895), italienischer Historiker und Paläograf, römisch-katholischer Geistlicher
- Carini, Marco (* 1962), deutscher Politikwissenschaftler, Redakteur der taz und freiberuflicher Publizist
- Carini, Piero (1921–1957), italienischer Automobilrennfahrer
- Carinus († 285), römischer Kaiser (283–285)
- Carinus, Ludwig († 1569), Schweizer Humanist und Arzt

### Cario
- Cario, Günther (1897–1984), deutscher Physiker und Hochschullehrer
- Cario, Johann Hinrich Rudolph (1737–1813), Musiker und Türmer
- Cario, Wolf Rainer (* 1944), deutscher Mediziner und Politiker (LDPD/FDP)
- Carioca, Carol (* 1983), brasilianische Fußballspielerin
- Carioca, Rafael (* 1989), brasilianischer Fußballspieler
- Carioca, Raphael (* 1991), brasilianischer Fußballspieler
- Cariola, Karol (* 1987), chilenische Gynäkologin, Aktivistin und Funktionärin der JJCC
- Cariolato, Franco, italienischer Automobilrennfahrer
- Carion, Christian (* 1963), französischer Filmregisseur, Drehbuchautor und Schauspieler
- Carion, Johannes (1499–1537), deutscher Astrologe, Mathematiker und Historiker
- Cariot, Gustave (1872–1950), französischer Landschaftsmaler des Post-Impressionismus
- Cariou, Émilie (* 1971), französische Politikerin
- Cariou, Jean (1870–1951), französischer Springreiter
- Cariou, Len (* 1939), kanadischer Schauspieler und KomponistLen Cariou (* 1939)

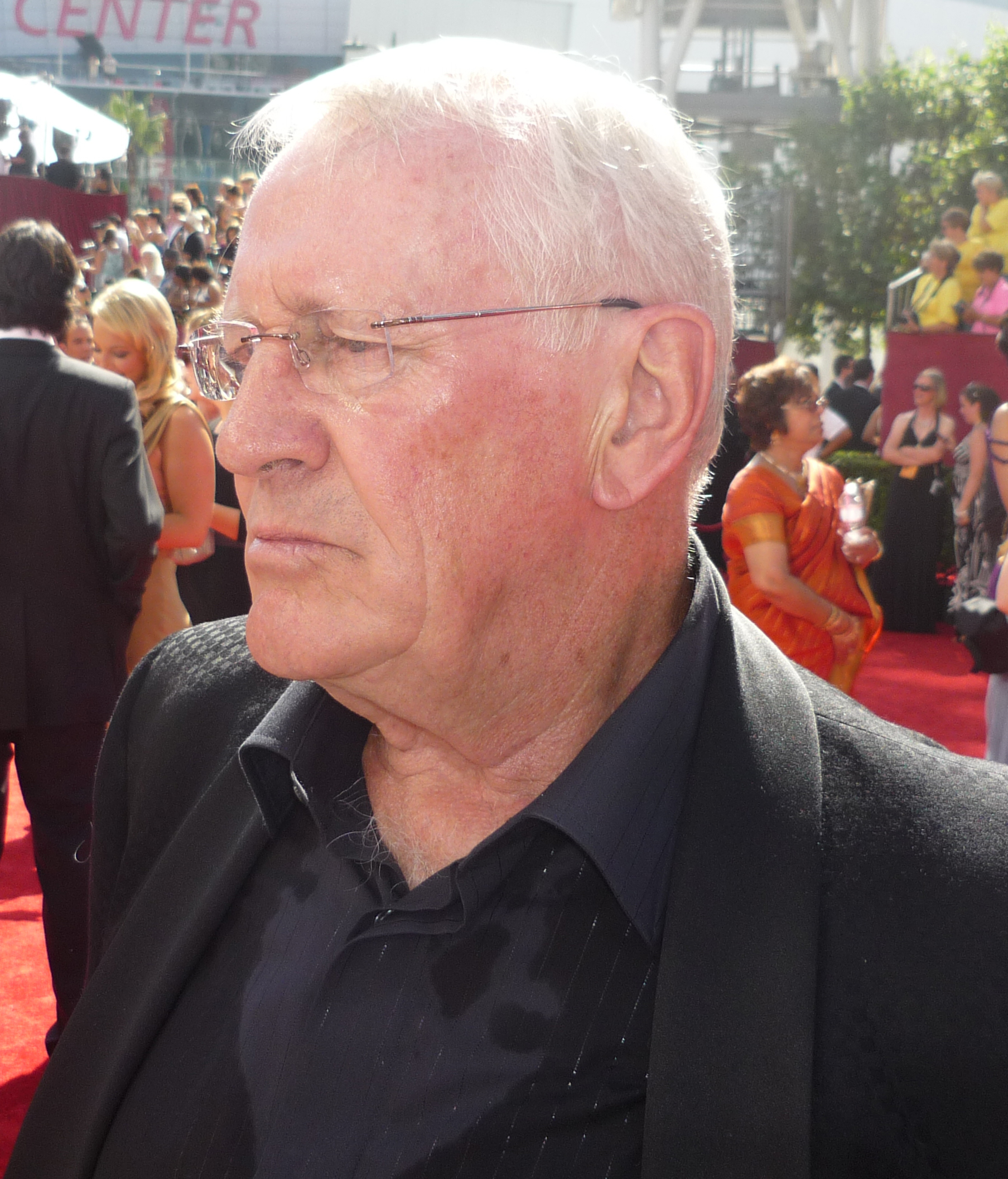
Len Cariou (* 1939)

### Caris
- Caris, Magnus (* 1968), schwedischer Dartspieler
- Carisch, Otto (1789–1858), Schweizer reformierter Pfarrer und Historiker
- Carisi, John (1922–1992), US-amerikanischer Jazzmusiker und Komponist
- Carisien, Gustav von (1786–1861), preußischer Generalmajor und zuletzt Chef des Generalstabs des III. Armeekorps
- Carisius, Publius, römischer Feldherr in Spanien
- Carissimi, Giacomo († 1674), italienischer Komponist und Organist
- Carissimi, Marta (* 1987), italienische Fußballspielerin
- Carissimo, Alessio (* 1935), italienischer Diplomat
- Caristan, Stéphane (* 1964), französischer Leichtathlet
- Caristanius Fronto, Gaius, römischer Suffektkonsul 90
- Caristanius Iustianus, römischer Offizier (Kaiserzeit)

### Carit
- Carita, Fernando Eduardo (1961–2013), portugiesischer Schriftsteller
- Carita, Pierre (1676–1756), Mediziner
- Caritoux, Éric (* 1960), französischer Radrennfahrer

### Cariu
- Cariús, Alan (* 1997), brasilianischer Fußballspieler
- Carius, Arthur (1884–1970), deutscher Architekt
- Carius, Christian (* 1976), deutscher Politiker (CDU), MdL
- Carius, Georg Ludwig (1829–1875), deutscher Chemiker
- Carius, Karl (1902–1980), deutscher Politiker (NSDAP), MdR
- Carius, Norbert (* 1951), deutscher Journalist
- Carius, Otto (1914–1988), deutscher Maler und Grafiker
- Carius, Otto (1922–2015), deutscher Offizier, Panzerkommandant im Zweiten WeltkriegOtto Carius (1922–2015)

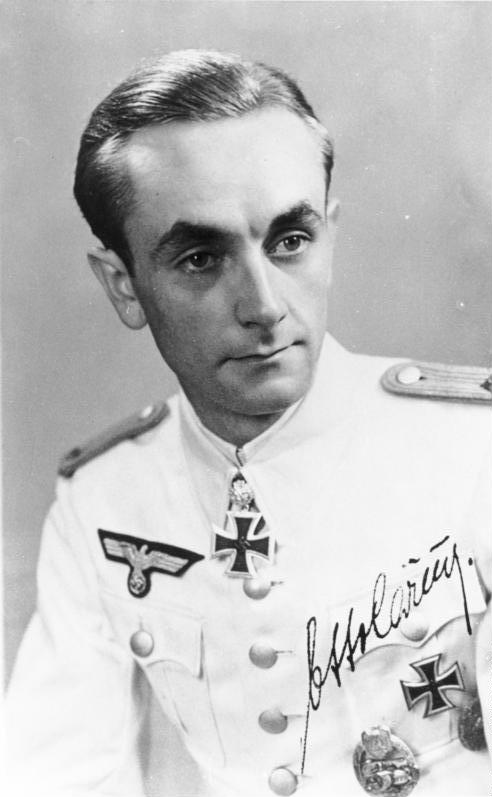
Otto Carius (1922–2015)